# 후지모토 유지
후지모토 유지(藤本祐司, 1957년 2월 16일~ )는 일본 민주당의 정치인이다. 일본 국회의 참의원의 일원이기도 하다. 시즈오카현 하마마쓰시에서 태어났으며 와세다 대학을 졸업하여 미시간 주립 대학교에서 석사 학위를 받았다. 2004년에 그는 처음으로 참의원에 선출되었다.

## 참조
- “政治家情報 〜藤本 祐司〜”. 《ザ･選挙》 (일본어). JANJAN. 2007년 12월 8일에 원본 문서에서 보존된 문서. 2007년 11월 17일에 확인함. |work=에 외부 링크가 있음 (도움말)